# Brouwerij De Sleutel

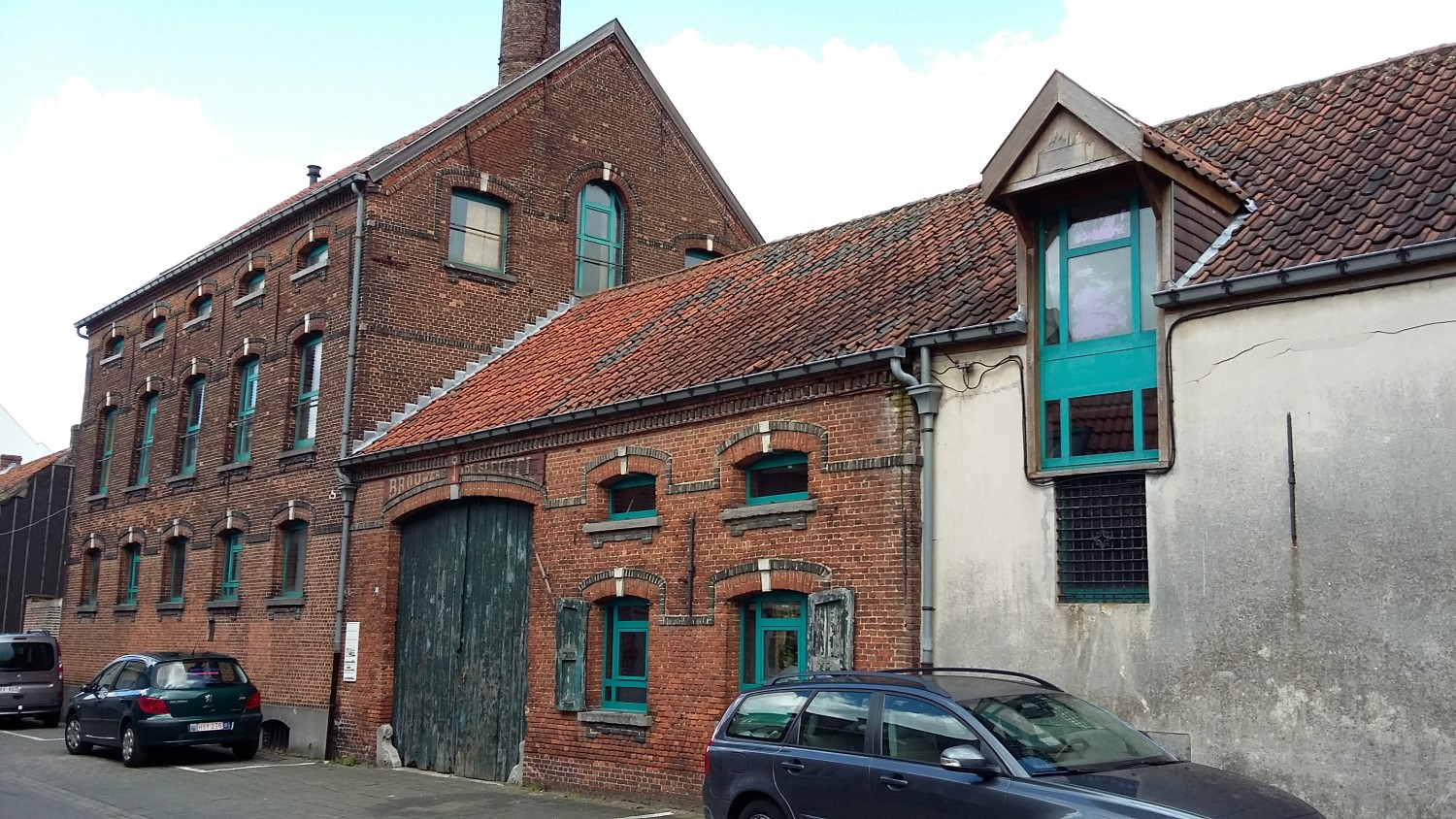
Brouwerij De Sleutel

Brouwerij De Sleutel is een voormalige brouwerij in de Antwerpse plaats Kontich, gelegen aan de Sleutelstraat 23.

## Geschiedenis
Al in 1429 was er sprake van een hoeve De Sleutel. In 1502 was sprake van het huis De Roode Leeuw op de plaats van de latere brouwerij. In 1534 was er sprake van een afspanning met brouwerij, welke in de 17e eeuw werd opgeheven. In 1739 werd het pand beschreven als een hoeve met brouwerij, genaamd De Sleutel.
In 1866 werd op de plaats van De Roode Leeuw, ten noorden van de bestaande brouwerij, een nieuwe brouwrij gebouwd ten behoeve van Louis de Meulder, telg uit een brouwersfamilie die teruggaat tot 1550. Tijdens de Eerste Wereldoorlog werd de inventaris weggehaald en daarna werd, tot 1933, seefbier gebrouwen in ijzeren ketels. Gebrouwen werd tot in de jaren '80 van de 20e eeuw, waarbij de brouwerij in bezit van de familie De Meulder bleef. In 1995 werd de brouwerij geklasseerd als beschermd monument.